# Love Me (TV-serie)
Love Me (av Viaplay benämnd Love Me (Australia)) är en australisk romantisk dramaserie för TV. Serien, vars första säsong består av sex avsnitt, hade premiär i december 2001. Säsong två, också den bestående av sex avsnitt hade premiär i Australien i april 2023. I Sverige kommer den att sändas på Viaplay med start 7 juni 2023. Serien är regisserad av Emma Freeman och Bonnie Moir. Serien är baserad på den svenska TV-serien Älska mig från 2019 skapad av Josephine Bornebusch. Josephine Bornebuschs karaktär spelas av Bojana Novakovic och Bob Morley spelar Sverrir Gudnasons karaktär.

## Handling
Serien, som utspelar sig i Melbourne, behandlar kärlek och komplexa relationer i det moderna samhället. Serien kretsar kring Clara, Glen och Aaron Mathieson, och deras resa att hitta sig själva och varandra efter förlusten av mamman i familjen.

## Rollista (i urval)
- Bojana Novakovic - Clara Mathieson
- Hugo Weaving - Glen Mathieson
- William Lodder - Aaron Mathieson
- Bob Morley - Peter K
- Heather Mitchell - Anita
- Sarah Peirse - Christine Mathieson
- Mitzi Ruhlmann - Jesse
- Shalom Brune-Franklin - Ella
- Celia Pacquola - Sacha
- John Augustine Sharp - Max